# Eskamotierung
Eskamotierung (vermutlich von französisch escamoter, ‚entschuppen‘ – von altprovenzalisch escama, ‚Schuppe‘) bezeichnet das Phänomen, dass meist gewollt, manchmal ungewollt ein Zusammenhang oder Phänomen aus dem Bewusstsein einer gesellschaftlichen Gruppe entfernt wird. In der Zauberkunst lässt ein Eskamoteur Gegenstände oder Personen scheinbar verschwinden.
Der Begriff wird in der Pädagogik verwendet, um auf Lerninhalte hinzuweisen, die nicht mehr vermittelt werden, weil sie die Lehrkraft oder das Lehrsystem überlasten oder Inhalte oder Differenzierungen z. B. aus politischen Gründen nicht gewollt sind.
Brisanz gewinnt der Vorgang der Eskamotierung in der Geschichtspolitik, insbesondere in Bezug auf die Vergangenheitsbewältigung kollektiver Schuld. Teile der eigenen Gruppen- oder Nationalgeschichte werden gezielt vergessen gemacht, verdrängt, geleugnet, uminterpretiert oder abgespalten, also statt der eigenen einer fremden Gruppe zugeschrieben. In der Ausbildung einer Ideologie kann eine Eskamotierung des Wirklichen (Ulrich Schödlbauer) eine zentrale Rolle spielen, weil so ein kontrollierter Wirklichkeitsbezug einer Gruppe abgesichert wird.